# 顾阿瑛
顧瑛（1310年—1369年），又名阿瑛，字仲瑛，又字德輝，號金粟道人，元朝文人、音樂家，其家“声伎之盛甲于天下”:35-36。

## 生平
昆山人，家境富裕，懂音律，會彈阮。中年修建玉山草堂（玉山佳处）:35-36:12，其“亭館凡二十有四”:21，畜有家伎“天香秀、丁香秀、南枝秀、小蟠桃、小瑤池、小瓊花、小瓊英”等十幾人，與高則誠、楊鐵笛、倪瓚、柯九思、李孝光、顧敬、顧堅、張雨、于彥、成琦及元璞等人有來往。:12